# Rhacophorus angulirostris
Rhacophorus angulirostris es una especie de ranas que habita en Indonesia y Malasia.
Esta especie está en peligro de extinción por la pérdida de su hábitat natural.